# Penitenciarul Ostrov

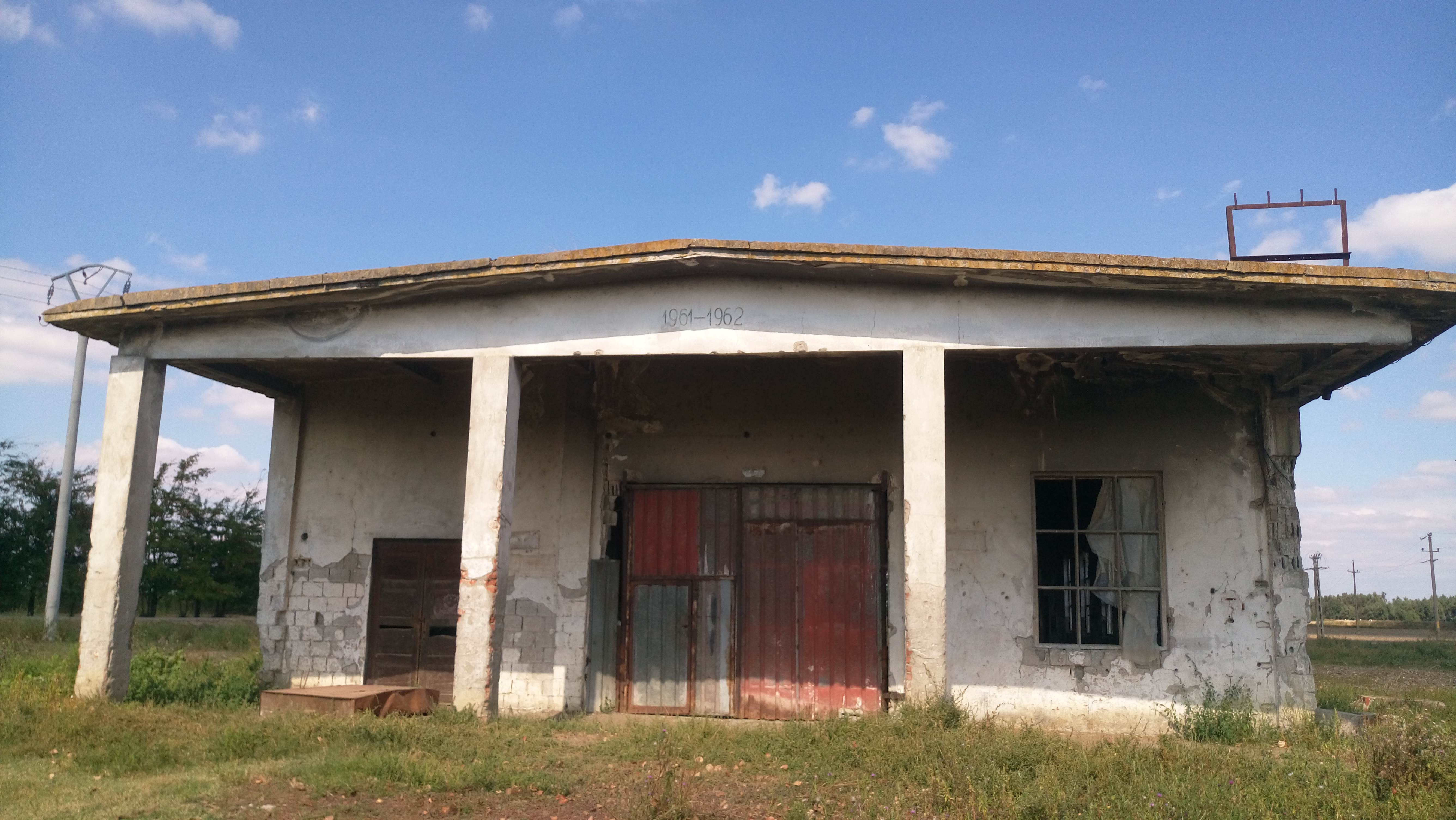

Penitenciarul Ostrov (formațiunea 0957 Ostrov) a luat ființă la data de 1 aprilie 1952 în Insula Mare a Brăilei în baza ordinului MAI nr. 0031715 / 1952. Penitenciarul avea 3 secții: „Piatra-Frecăței”, „Salcia” și „Grădina”. Sediul penitenciarului a fost stabilit la Salcia de la înființare până în anul 1954, cu scopul de a se executa diferite munci agricole cu „forțe speciale” (deținuți politici) în GAS a MAI Salcia
La comanda secției Salcia s-au perindat următorii ofițeri MAI:
- locotenent major Ion Dinu (1952-1956)
- locotenent major Ion Lefter (1956-1957)
- locotenent major Mihai Damian (1957-1959)
- căpitan Dumitru Mălăgeanu (1959-1960)
- căpitan Marin Mica (1960-1963)
- maior Vasile Coșeru (1963-1966) 
- căpitan Ion Troacă

## Crime prin torturi, profanare de cadavre, exterminare
Primele indicii despre o stare anormală de lucruri in centrul Salcia și in lagărele satelit (Bandoiu, Strâmba, Stoienești) s-au produs la 24 sept. 1952 cand Procuratura raionului Măcin a fost sesizata in legatura cu faptul ca "sunt prea multe decese în rândul detinutilor". Procurorii de la nivelul raional "au efectuat cercetari la fata locului dar nu au stabilit probleme deosebite în afara faptului că deținuții nu primeau țigări si cărți poștale". Putem citi printre randurile "Documentarului" pe care l-am notat conventional D-1" ca procurorilor le-a fost frică să dea curs primelor constatări. A trebuit ca ecoul faptelor sa ajunga la Procuratura Generala si sefii acesteia sa ordone – desi de sus in jos – Procuraturii regiunii Galați sa intreprinda cercetari. (In opinia noastra este vorba de un veritabil razboi intre Procuratura Generala si Securitate; din pacate, spatiul tipografic nu ne permite sa dezvoltam acest subiect deosebit de interesant pentru istoria perioadei in discutie). Cert este ca investigatiile au fost preluate de Procuratura militara pentru unitatile MAI care, prin rechizitoriul nr. 7/27.02/1954, a trimis in fata Tribunalului Militar un grup de 21 cadre ale DGLCM-MAI impreuna cu 14 deținuți șefi de brigadă. Cei 35 sunt componentii lotului Salcia. (Cf. D-1, redactat de col. Filomon Ardeleanu, membru al CSS, seful Directiei de Anchete Penale, fost procuror militar cu o contributie deosebita in stabilirea vinovitiei inculpatilor, anchetator penal de Securitate mr. Mircea Onea, asistent de specialitate mr. Gheorghe Bratu si contrasemnat de Ion Stanescu, presedin-tele CSS). Lotul a fost compus din: lt. maj. Ion Pavel, fost comandant al lagarului, Ion Popa, Petre Manciulea, Ioan Carliga, Ilinca Tudor, Mihai Tudoreanu, Gusoiu Nicolae – ofiteri, si subofiteri Aurel Bo-joaga, Limbau Gheorghe, Marin Dobre, Costica Simionescu, Gheorghe Moro-sanu, Constantin Visan, Gheorghe Bucoveanu, Jean Spirea, Mihai Sofronie, Petre Cordos, Dimitru Enache, Nicolae Ghetau, Ion V. Popa. Moise Vasile; acuzatii brigadieri au fost: Constantin Olaru, Ioan Croitoru, Gheorghe Chiforescu, Petre Constantinescu, Dumitru Dumitru, Tudor Prunescu, Gheorghe Grigoras, Popovici Valerian, Vasile Scripcaru, Gheorghe Iliescu si Gheorghe Radulescu. In sarcina lor au fost retinute gravele infraciuni de "instigare la omor prin torturi urmate de executare, crima de omor prin torturi, abuz in serviciu, profanare de cadavre, vatamare grava a integritatii corporale" (cf. D-1).
Documentul sintetizeaza astfel crimele comise de acuzati: "fara nici o justificare, multi detinuti au fost loviti cu ranga de fier, cazmaua, lopata, cravasa, unii dintre ei murind in urma traumatismelor, altii ramanand schilozi pentru toata viata; asasinarea prin impuscare; interzicerea tratamentului medical detinutilor bolnavi si scoaterea fortata la munca impotriva prescriptiilor medicale, fapt soldat cu moartea unora; introducerea detinutilor in carcere descoperite iarna, dezbracati sau chiar in pielea goala, obligarea detinutilor iarna de a intra in apa pana la brau ca sa taie stuf si papura; alergarea detinutilor calare si calcarea lor in copitele cailor; scoaterea detinutilor la lucru dezbracati, iarna, pe digul in constructie si pedepsirea unora de a sta pana la pranz in apa inghetata; legarea unor detinuti de maini si tinerea lor in pielea goala vara, zi si noapte pentru a fi muscati de tantari; profanarea cadavrelor detinutilor; ingroparea unor detinuti de vii in pamant.
Ca urmare a unor asemenea cruzimi, in perioada iunie 1952 – martie 1953, un număr de 63 deținuți au decedat iar alții s-au ales cu invalidități corporale pentru intreaga viață"
Dintre cei 63, noua aveau 22-30 de ani, iar 19 – intre 50-60 ani. Cea mai mare condamnare – 8 ani ("sabotaj"); cea mai mica – 30 (treizeci) de zile – Dache Nicolae, 56 ani, inchis pentru "nepredarea cotelor". Majoritatea condamnaților se inscriu intre 6 luni si 3 ani, iar 7 (sapte) dintre decedați erau depuși preventiv, nefiind condamnați.